# Добжинський орден
Добжи́нський орден (лат. milites Christi, milites Prucie, fratres de Dobrin, «воїни Христові», «воїни Пруссії», «Добринські брати»; пол. Dobrzynscy bracia, «Добжинські брати») — чернечий лицарський орден першої половини XIII ст. Заснований 1222 (1228) року мазовецьким князем Конрадом із німецьких і польських лицарів у ході Північних хрестових походів на території сучасної Польщі. Названий за іменем головної резиденції ордену в замку Добжині, центру Добжинської землі у Мазовії. Припинив існування 1237 року. Також відомий як Добринський Орден, Мазовецький Орден або Орден зірки і хреста. У Галицько-Волинському літописі добжинці виступають під назвами «крижевників (хрестоносців), темпличів (тамплієрів), яких звуть соломоничами».

## Короткі відомості
Добжинський орден засновано за рішенням мазовецького князя Конрада і єпископів Пруссії, Куявії та Плоку на межі 1227—1228 років для захисту північних кордонів Мазовії від набігів пруссів та ятвягів, а також як противага Тевтонському Ордену. У середині 1228 року на створення ордену було отримано благословення папи римського Григорія IX.
Офіційно Добжинський орден називався «Fratres Militie Christi de Livonia contra Prutenos» — «Брати-воїни Христові Лівонії проти прусів». Він перейняв свій статут від тамплієрів. За герб було взято білий щит з мечем, повернутим руків'ям догори, над яким розміщувалась шестикутна зірка Давида.
До ордену вступило близько 15 німецьких лицарів-меченосців, переважно з Мекленбургу, з супроводу епископа Шверинського, а також чимало представників мазовецької шляхти. Першим магістром ордену став сам Конрад Мазовецький, але згодом поступився цією посадою брату Бруно. Головним замком-резиденцією новостворених хрестоносців став Добжин на берегах Вісли. Їм також були передані землі між річками Кам'яниця і Хельмениця до прусського кордону, а також маєтки у Седльці і Куявській землі. Добжинські брати і Мазовія домовлялися поділити між собою землі Пруссії.
У цілому діяльність Ордену була мало ефективною. Єдиним успішним боєм, в якому взяли участь добжинці, була битва при Сіргуні 1233 року, де полягло біля півтори тисячі пруссів.
1235 року Добжинський орден був інкорпорований у Тевтонський з благословення Папи та тиску імператора Священної Римської імперії Фрідріха ІІ. Проте невдовзі добжинців вигнали з його складу за розпалювання ворожнечі між тевтонцями та порушення військової дисципліни. Залишки Ордену з'єдналися з хрестоносцями-йоанітами, але незабаром були розбиті монголами у битві при Легніці у квітні 1241 року, захищаючи лівий фланг лицарського війська.
1237 року Конрад намагався відродити орден, але успіху не мав. Він подарував добжинцям землі східного сусіда, Галицько-Волинського князівства, з центром у Дорогичині. Хрестоносці захопили місто, але були вибиті з нього у 1238 році військами князя Данила Романовича в битві під Дорогичином. Магістр Бруно потрапив у полон. 1240 року рештки добжинців очолили дорогичинський бунт проти Данила, але зазнали поразки і були страчені.